# 根本ノンジ
根本 ノンジ（ねもと ノンジ、1969年2月2日 - ）は、日本の脚本家。千葉県市川市出身。日本脚本家連盟所属。

## 作品

### 脚本
- アフリカのツメ（よみうりテレビ）
- セクシーボイスアンドロボ 第5話（日本テレビ）
- ハリ系 第4・7・8・10話（日本テレビ）
- 1ポンドの福音 第7話（日本テレビ）
- 夢をかなえるゾウ 単発ドラマ版（よみうりテレビ）
- 赤鼻のセンセイ 第3・8・最終話（日本テレビ）
- 高校生レストラン 第6・最終話（日本テレビ）
- ドン★キホーテ 第4・7・9話（日本テレビ）
- SKE48のマジカル・ラジオ（日本テレビ）
- さばドル 第1〜3話・第5〜最終話（テレビ東京）
- BAD BOYS J 第7・8話（日本テレビ）
- 殺しの女王蜂 第1〜3話・第5〜7話・第9・11・最終話（テレビ東京）
- 弱くても勝てます 〜青志先生とへっぽこ高校球児の野望〜 第8・9話（日本テレビ）
- 獣医さん、事件ですよ 第2・4・5・9話（日本テレビ）
- 初森ベマーズ 第3・4・6話・第8〜10話・最終話（テレビ東京）
- 5→9〜私に恋したお坊さん〜 第4〜9話（フジテレビ）
- ナイトヒーロー NAOTO（テレビ東京）
- 初恋芸人（NHK）
- 侠飯（テレビ東京）
- 銀と金（2017年、テレビ東京）[3]
- 孤食ロボット（日本テレビ）
- 居酒屋ふじ（テレビ東京）
- 源氏さん!物語（フジテレビ）
- フリンジマン（テレビ東京）
- 男の操（NHK）
- 黒い十人の秋山（テレビ東京）
- オー・マイ・ジャンプ! 〜少年ジャンプが地球を救う〜（テレビ東京）
- スモーキング （テレビ東京）
- 終わった人（映画）
- 天〜天和通りの快男児〜（テレビ東京）
- フルーツ宅配便（テレビ東京）
- 犬神家の一族（フジテレビ）
- 相棒シリーズ  （テレビ朝日）
  - season17（2018年）#5「計算違いな男」
  - season17（2019年）#11「密着特命係２４時」
  - season17（2019年）#14「そして妻が消えた」
  - season18（2019年）#6「右京の目」
  - season18（2019年）#10「杉下右京の秘密」
  - season18（2020年）#16「けむり」
  - season20（2021年）#10「紅茶のおいしい喫茶店」
  - season21（2022年）#12「丑三つのキョウコ」
- 監察医 朝顔（フジテレビ）
- 監察医 朝顔 第2シーズン　（フジテレビ）
- ぼくらのショウタイム（メ〜テレ）
- サ道 （テレビ東京）
  - サ道 〜2021年冬 東京の空の下、少し離れてととのう〜
  - サ道2021
- 悪魔の手毬唄～金田一耕助、ふたたび～ （フジテレビ）
- 左ききのエレン （毎日放送）
- ワンモア　第1・4・6・最終話（メ〜テレ）
- ハコヅメ〜たたかう!交番女子〜（日本テレビ）
- 正直不動産（NHK）
- しろめし修行僧（テレビ東京）
- 祈りのカルテ（日本テレビ）
- 合理的にあり得ない～探偵・上水流涼子の解明～（カンテレ・フジテレビ）
- パリピ孔明（フジテレビ）
- 正直不動産2（NHK）
- 連続テレビ小説 おむすび（NHK）
- 無能の鷹（テレビ朝日）
- パリピ孔明 THE MOVE（映画）

### 脚本協力
- 野ブタ。をプロデュース・ブレーン（日本テレビ）
- 1ポンドの福音（日本テレビ）
- 20世紀少年・企画協力（映画）
- Q10・ブレーン（日本テレビ）
- 連続テレビ小説 てっぱん・脚本協力（NHK）

### 脚本監修
- 正直不動産ミネルヴァ Special（NHK）

### 漫画原作
- パト★ラッシュ ～移動交番車・桃園ハナ巡査の日常～（グランドジャンプPREMIUM）

## 構成
- 特命リサーチ200X（日本テレビ）
- 24時間テレビ（日本テレビ）
- 汐留スタイル!（日本テレビ）
- クリック!（日本テレビ）
- ミンナのテレビ（日本テレビ）
- ウタワラ（日本テレビ）
- たったひとつのたからもの特別版（日本テレビ）
- Dのゲキジョー（フジテレビ）
- 日本史サスペンス劇場（日本テレビ）
- ショコラ（日本テレビ）
- スッキリ!!（日本テレビ）
- 不可思議探偵団（日本テレビ）
- EXILE GENERATION（日本テレビ）
- ルビコンの決断（テレビ東京）
- 完全犯罪ミステリー（テレビ東京）
- 有吉ゼミ（日本テレビ）
- ソレダメ!〜あなたの常識は非常識!?〜（テレビ東京）